# Анальная цепочка

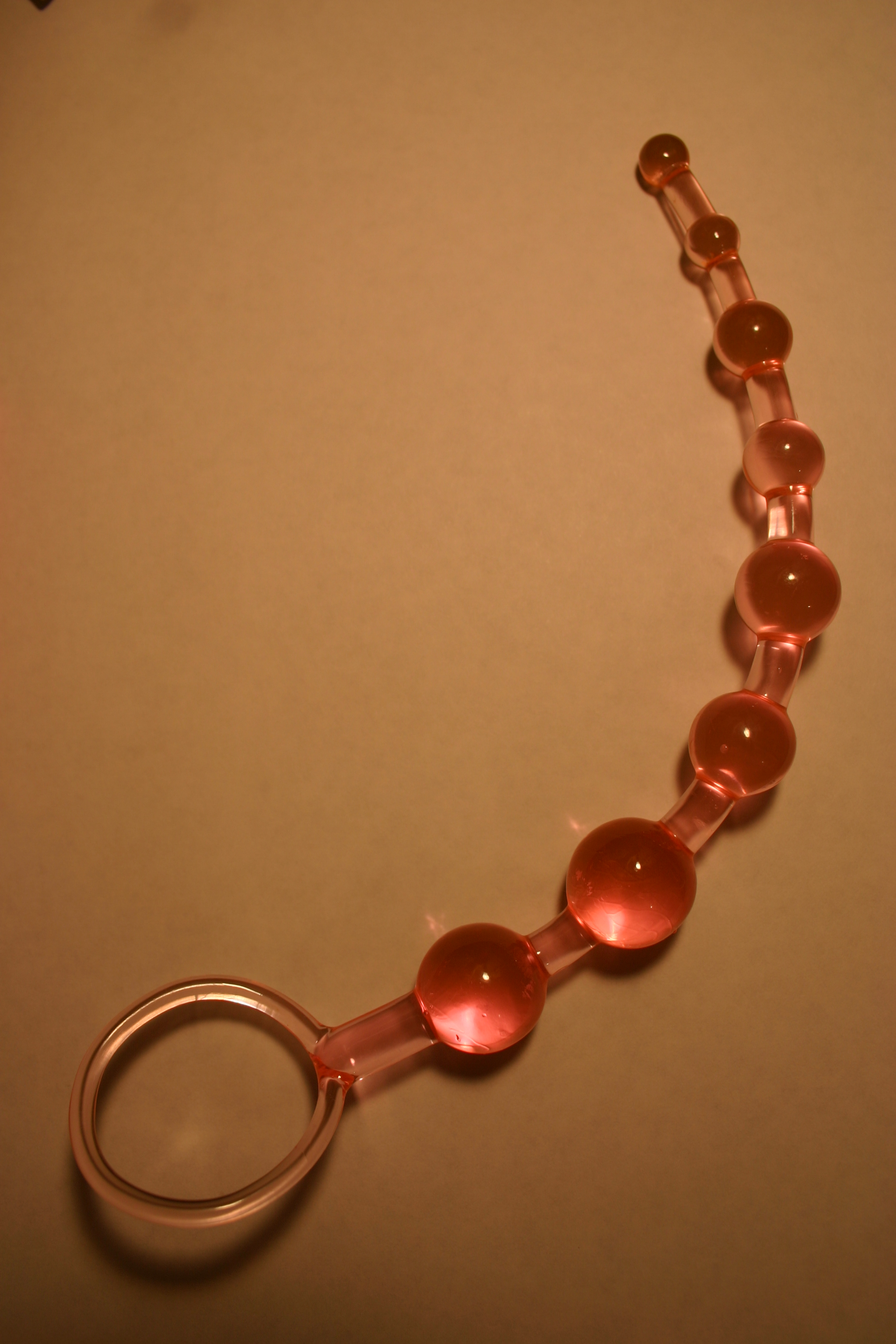
Анальная цепочка с шариками различного диаметра

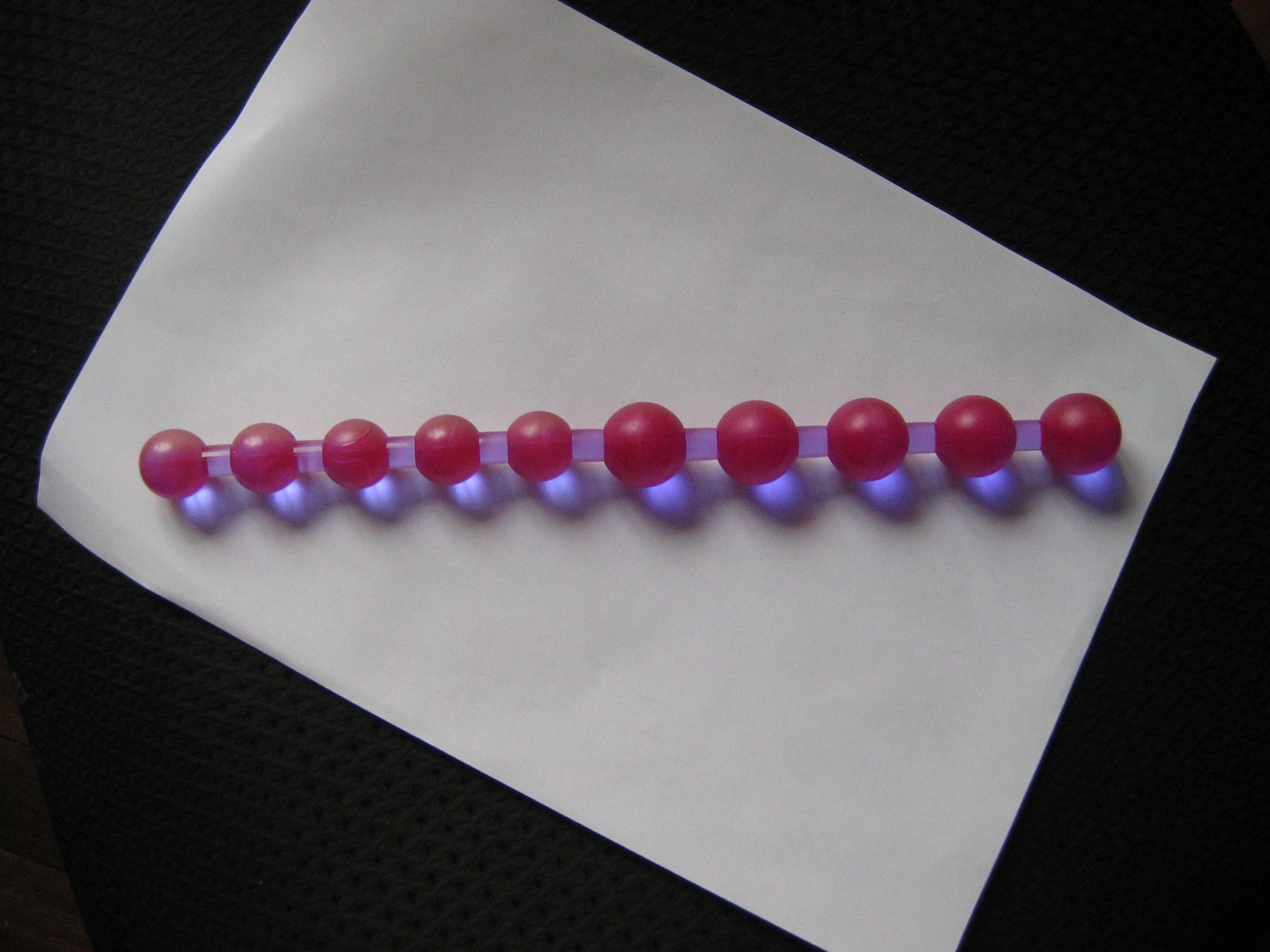
Двусторонняя анальная цепочка

Использование анальной цепочки

Анальная цепочка, анальные бусы, тайские бусы — сексуальная игрушка, служащая для стимуляции ануса. Анальная цепочка представляет собой несколько шариков переменного либо одинакового диаметра, соединённых последовательно между собой жёсткими или гибкими перемычками. Как правило, изготавливается из силикона или латекса.

## Применение
Цепочка вводится в прямую кишку через анальное отверстие, затем постепенно извлекается. Подобные действия приводят к значительной стимуляции эрогенных зон, расположенных вокруг сфинктера.
Анальная цепочка может служить как для увеличения сексуального возбуждения, так и для достижения оргазма. Существуют анальные цепочки с шариками различного диаметра, которые могут служить для расслабления мышц сфинктера перед анальным сексом. Некоторые модели могут быть оснащены устройствами для вибростимуляции.
Анальную цепочку обычно используют со смазками, так как в анальном отверстии, в отличие от влагалища, отсутствует естественная смазка. В случае использования изделия из латекса применяют лубриканты только на водяной основе, потому что смазки на жировой основе, вроде вазелина, могут разрушать материал такой цепочки и негативно воздействовать на микрофлору кишечника.
Как правило, анальные цепочки имеют в конструкции упор или кольцо на конце, чтобы избежать проваливания в прямую кишку. В случае отсутствия таковых рекомендуется чётко контролировать количество введённых в анус шариков.
В связи с тем, что анальную цепочку после использования трудно очищать, производители рекомендуют до погружения надевать на неё презерватив.

## В культуре
- В одной из сцен романа Чака Паланика «Удушье» главный герой практикует со своей подругой данный вид сексуальной активности, находясь в пассивной роли[1]. В результате резкого выдёргивания цепочки из ануса один из её шариков отрывается и остаётся в прямой кишке парня. Естественным путём шарик не выходит, а к врачу он не обращается, и в результате постепенно заболевает — ближе к финалу романа его температура тела становится опасно высокой. Лишь в одной из последних сцен романа шарик вылетает из его ануса вместе с поносом, спровоцированным тем, что полицейский использовал приём Геймлиха.